# 16413 Abulghazi
A 16413 Abulghazi (ideiglenes jelöléssel 1987 BA2) a Naprendszer kisbolygóövében található aszteroida. Eric Walter Elst fedezte fel 1987. január 28-án.